# Emil Korsmo
Emil Korsmo, född 25 juni 1863 i Grue kommun, död 3 oktober 1953 i Oslo, var en norsk biolog. Han var far till Arne Korsmo.
Emil Korsmo började tidigt ägna sig åt studiet av ogräsen, deras biologi och ekonomiska betydelse samt deras bekämpande. Korsmo blev 1913 statskonsulent i ogräsfrågor. År 1920 upprättades vid Norges lantbrukshögskola i Ås en personlig professur i ogräsbiologi. Korsmo utförde ett stort arbete för klarläggande av förhållanden, som rör ogräset och dess biologi, och utgav ett stort antal skrifter därom, varav främst märks standardverket Ugress i nutidens jordbruk (1925, svensk översättning Ogräs 1926) samt Ugressfrø (1935), ett planschverk med text även på tyska och engelska. Resultaten av Korsmos undersökningar återfinns i Meldinger fra Norges Landbrukshøiskole. Korsmo var från 1912 hedersledamot av Lantbruksakademien.